# Stávros Daïlákis
Stávros Daïlákis (en grec moderne : Σταύρος Αποστόλου Δαϊλάκης), né le 7 février 1955 à Doxáto dans le nome de Dráma, et mort le 24 juin 2021, est un homme politique grec.

## Biographie
Après avoir fait des études d'économie à l'École des hautes études industrielles de Thessalonique, il travaille pour la Banque commerciale de Grèce (1981-1985) puis la Banque de Crète (en). Il est maire de Doxáto en 1987 puis de 1990 à 1994.
il s'est engagé en politique au sein de la Nouvelle Démocratie (ND). Il a été pour la première fois élu au Parlement hellénique pour le nome de Dráma lors des législatives de 2000. Il fut réélu en 2004 puis en 2007. En septembre 2007, il devient Doyen (vice-président) du Parlement (Κοσμήτορας της Βουλής).
Le 30 septembre 2008, ses critiques acerbes contre le gouvernement de Kostas Karamanlis et les conseillers de celui-ci, principalement à propos des scandales qui touchent le gouvernement ND (celui de Vatopedi par exemple), lui ont valu d'être exclu de son parti. Il siège alors comme non-inscrit. Cependant, cette exclusion fait que la majorité gouvernementale est réduite à une seule voix. Le 3 octobre 2008, il présente ses excuses au Premier ministre, précisant qu'il est prêt à démissionner si celles-ci ne sont pas acceptées. Le siège de Dráma étant garanti à la ND, celle-ci retrouverait dans tous les cas une majorité de 152/300 députés au parlement. Les excuses sont acceptées le 8 octobre. Daïlákis rejoint la majorité parlementaire.
Stávros Daïlákis est divorcé et père d'un fils.